# Begraafplaats van Bailleul (Somme)
De Begraafplaats van Bailleul is een gemeentelijke begraafplaats in de Franse gemeente Bailleul in het departement Somme. De begraafplaats ligt enkele honderden meter ten oosten van het dorpscentrum, langs de weg naar het gehucht Bellifontaine.

## Britse oorlogsgraven
Op de begraafplaats bevinden zich twee Britse oorlogsgraven uit de Tweede Wereldoorlog. De graven worden onderhouden door de Commonwealth War Graves Commission. In de CWGC-registers staat de begraafplaats als Bailleul Communal Cemetery.